# 고타키역
고타키역(일본어: 小滝駅)은 일본 니가타현 이토이가와시에 위치한 서일본 여객철도 오이토 선의 철도역이다. 단선 승강장 1면 1선의 구조를 갖춘 지상역이다.

## 이용 현황
| 승차 인원 추이 | 승차 인원 추이 |
| 연도           | 1일 평균       |
| -------------- | -------------- |
| 2004           | 4              |
| 2005           | 2              |
| 2006           | 2              |
| 2007           | 2              |
| 2008           | 2              |
| 2009           | 2              |
| 2010           | 2              |
| 2011           | 2              |
| 2012           | 2              |
| 2013           | 2              |
| 2014           | 2              |
| 2015           | 3              |

## 역 주변
- 도쿄 발전 고타키 변전소
- 구로베가와 전력 히메카와 제 6 발전소

## 역사
- 1935년 12월 24일 : 국유철도 오이토키타 선이 네치 역으로부터 연장해, 니시쿠비키 군 고타키 촌 고타키에 일반역으로서 개업함.
- 1957년 8월 15일 : 이 역부터 오이토미나미 선 나카쓰치역까지의 구간이 개업해, 오이토 선 소속역이 됨.
- 1974년 10월 1일 : 영업 범위를 개정해, 여객, 하물 및 차급 화물을 취급하는 역이 됨.
- 1981년 11월 20일 : 영업 범위를 개정해, 차급 화물의 취급을 폐지.
- 1984년 2월 1일 : 영업 범위를 개정해, 하물 취급을 폐지.
- 1985년 4월 : 역무원을 배치하지 않는 무인역으로 전환.
- 1987년 4월 1일 : 일본국유철도 분할 민영화에 의해, 서일본 여객철도가 승계.
- 1995년
  - 7월 12일 : 집중 호우 발생으로 인해 통제 구간이 됨.
  - 9월 1일 : 당 역 - 네치 역 간이 복구됨. 이후 당 역 - 미나미오타리 역 간의 복구까지 일시적인 종착역 기능으로서 수행함.
- 1997년 11월 29일 : 당 역 - 미나미오타리 역 구간이 복구됨.
- 2007년 경 : 교행 설비를 철거.
- 2014년
  - 11월 22일 : 나가노 현 가미시로 단층 지진에 의해 시나노오마치 역 - 이토이가와 역 간의 통제에 의해 영업 중지.
  - 11월 23일 : 히라이와 역 - 이토이가와 역 복구에 의해 영업 재개.

## 인접 역
| 서일본 여객철도 오이토 선             | 서일본 여객철도 오이토 선 | 서일본 여객철도 오이토 선 |
| ------------------------------------- | ------------------------- | ------------------------- |
| 히라이와 미나미오타리 · 마쓰모토 방면 | ■ 오이토 선               | 네치 이토이가와 방면      |